# عبد القادر ملا
عبد القادر ملا زعيم سياسي إسلامي معارض من بنغلاديش، ويرأس حزب الجماعة الإسلامية. حُكم علية بالسجن مدى الحياة في فبراير 2013 م من قِبل محكمة خاصة تم إنشائها من قبل الحكومة البنغلاديشية في عام 2010 م لمحاكمة من رفض الانفصال عن باكستان في عام 1971م. طعن عبد القادر ملا في الحكم وأنكر التُهم الموجهة إليه، وفي سبتمبر 2013 م حُكم عليه بالإعدام. انتقدت عدد من المنظمات الحقوقية المحاكمة واتهمتها بعدم التزام المعايير الدولية. كما عدّتها المعارضة محاولات سياسية لإضعافها. تم إعدامه يوم الثاني عشر من ديسمبر للعام 2013 .

## نشأته
يعد عبد القادر ملا، الزعيم البنغالي الذي نفذت فيه الحكومة البنغالية حكم الإعدام، أبرز زعيم سياسي إسلامي مُعارض للنظام العلماني في بنغلاديش.
وترأس عبد القادر الملا -الذي كان يعمل صحفيًّا-، حزب الجماعة الإسلامية.

## محاكمته
كان قد حكم عليه بالسجن مدى الحياة في فبراير 2013 من العام الجاري، من قِبَل محكمة استثنائية تم إنشاؤها من قبل الحكومة البنغالية في عام 2010 لمحاكمة من رفض الانفصال عن باكستان في عام 1971.
وطعن ملا في الحكم وأنكر التهم الموجهة له، وفي سبتمبر 2013 حكم عليه بالإعدام، وتلقت المحكمة والحكم الصادر عنها انتقادات عدد من المنظمات الحقوقية واتهمتهم بعدم التزام المعايير الدولية، كما عدتها المعارضة محاولات سياسية لإضعافها فيما استنكر زعماء سياسيون وإسلاميون الحكم وعدّوه نوعا من الحرب على أي توجه إسلامي.
وعبد القادر الملا هو أول شخص يتم إعدامه من القادة الإسلاميين الخمسة، الذين حاكمتهم المحكمة الخاصة للنظام الحاكم وحكمت بالإعدام على عدد منهم، وكان من المقرر أن ينفذ الحكم على ملا الثلاثاء، قبل أن يحصل على مهلة قدم خلالها استئنافه لكن القاضي رفض استئناف ملا للحكم الأول.
وكانت محاكمته التي جرت أوائل هذا العام قد أثارت احتجاجات من أنصار حزب الجماعة الإسلامية، الذين أكدوا أن الحكومة تسعى إلى الانتقام السياسي من مناوئيها، مما أدى إلى سجن عدد من كبار قادة الحزب وعلقت جماعات حقوقية على حكم المحكمة قائلة إنها لم تلتزم بالمعايير الدولية، وإنه ينبغي منح ملا فرصة أخرى للاستئناف.
وقد منعت السلطات حزب الجماعة الإسلامية من المشاركة في الانتخابات المقرر إجراؤها في 5 يناير لكن الحزب، مع ذلك، أدى دورًا مهمًا في حركة المعارضة التي قادها الحزب الوطني البنغالي.
وترجع أبعاد المؤامرة إلى سعي رئيسة الوزراء حسينة واجد إلى فرض العلمانية في الدولة؛ حيث أقدمت الحكومة في يوليو 2010 على إسقاط عبارة إسلامية من دستور بنجلادش، وأعقب ذلك احتجاجات واسعة في الدولة التي يبلغ عدد سكانها حوالي 140 مليون مسلم.
كما أقرت حكومة الشيخة حسينة تعديلات مثيرة لقانون يمكنها من إعدام قادة الجماعة الإسلامية وذلك من خلال محكمة خاصة بتهم ما يسمي بــ«جرائم الحرب»، وذلك رغم انتقادات من منظمات حقوقية رأت أن التعديلات «فُصّلت» لنقض حكم يقضي بالسجن مدى الحياة على زعيم حزب الجماعة الإسلامية عبد القادر ملا، وإقرار عقوبة الإعدام بحقه وتم تنفيذ القانون بأثر رجعي.
وقد قامت حكومة الشيخة حسينة اعتقلت معظم قيادات الجماعة الإسلامية انتظارًا للمحاكمة في ما تزعم بأنه «جرائم حرب»، فيما أوكلت الشرطة للتعامل مع المحتجين من أنصار الجماعة وفق سياسة «الرصاص في سويداء القلب».

## انتقادات للمحاكمة
انتقدت منظمة حقوق الإنسان المحاكمة ووصفتها بأنها تنتهك إجراءات المحاكمة العادلة. كما انتقد المتحدث بالأمم المتحدة المحاكمة لافتقادها العادلة وطالب بإيقاف حكم الإعدام.

## ردود الفعل تجاه الإعدام
انتقد الاتحاد العالمي لعلماء المسلمين عملية الإعدام الظالمة، وحمل الحكومة البنغلاديشية المسؤولية عما يتعرض له المسلمون من ظلم واضطهاد، وخاصة العلماء والدعاة.
أدان حزب حركة النهضة التونسي في بيان أصدره في 13 ديسمبر إعدام ملا وقالت أن دوافعه كانت سياسية ودعت المنظمات الدولية إلى الضغط على بنغلاديش لإيقاف حكم الإعدام في أربعة نشطاء آخرين من حزب الجماعة الإسلامية. ودعت إلى إعطاء حزب الجماعة الإسلامية حق النشاط السياسي في البلد.

## روابط خارجية
عبد القادر ملا من موقع جماعة الإسلام 